# Erebia parmenio
Erebia parmenio är en fjärilsart som beskrevs av Boeber 1809. Erebia parmenio ingår i släktet Erebia och familjen praktfjärilar. Inga underarter finns listade i Catalogue of Life.